# Hellbrunni kastély

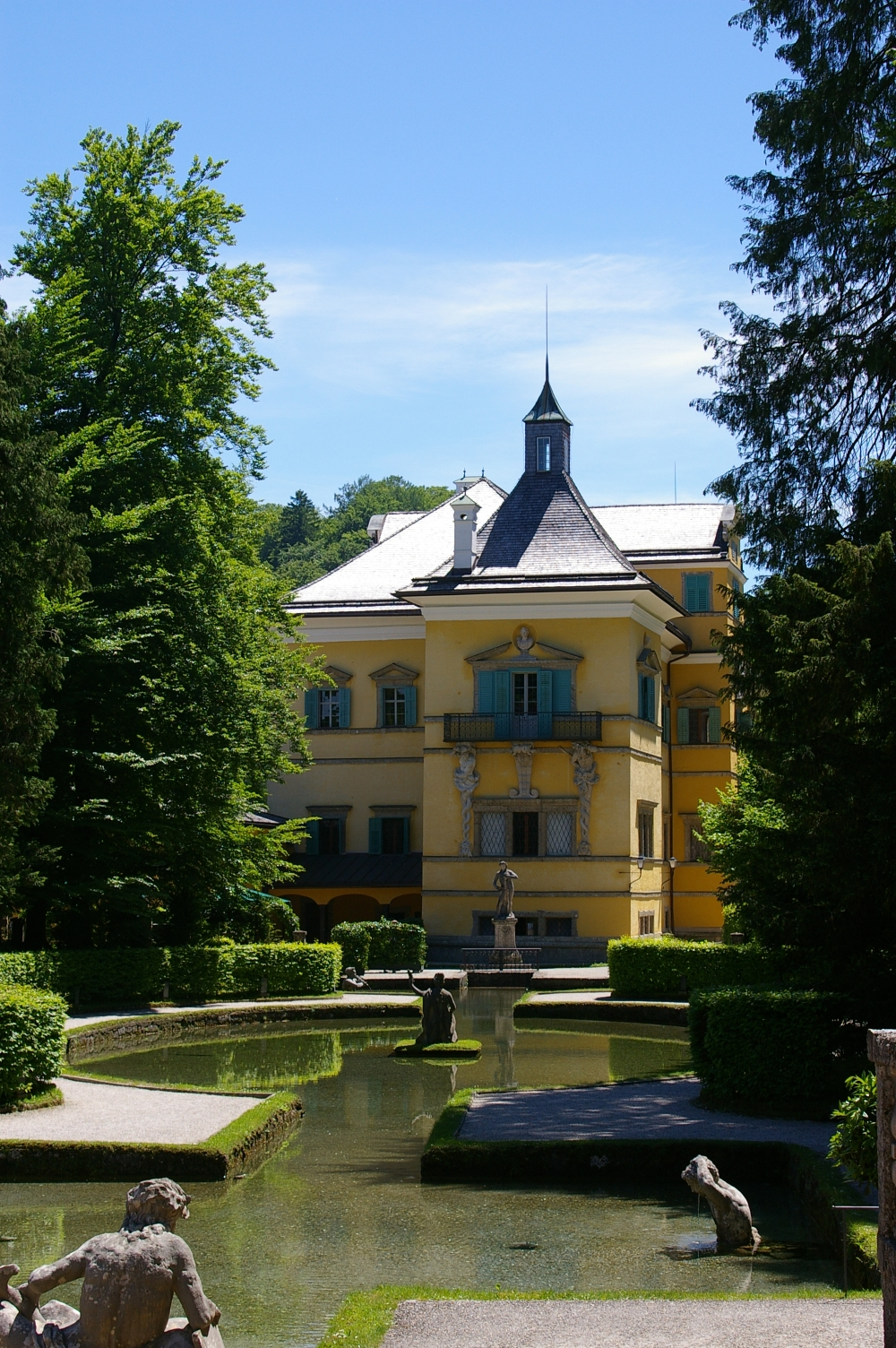
A kastély a Római színházból nézve

Hellbrunni kastély Salzburg déli Hellbrunn városrészében található vízijátékairól világszerte ismert nevezetessége. A manierizmus korszakában épült kastély és kastélypark szinte ma is eredeti formájában tekinthető meg. Szépen gondozott parkja, vízi attrakciói mellett itt található a Markus Sittikus színház, a Waldems-kastély és a Salzburgi Állatkert.

## Története
Markus Sittikus von Hohenemst választották meg 1612-ben salzburgi érseknek. 1613–15-től megbízást adott Salzburg déli részén új székhelye kialakítására. Az épület későreneszánsz stílusban, olasz mintára épült Salzburg déli külvárosában villa suburbana, vagyis egyfajta nyári rezidencia céljára.
Az építész Santino Solari volt, aki a salzburgi székesegyházon is dolgozott. A bálterem falai és boltíves mennyezete allegorikus jelenetekkel – feltehetően Arsenio Mascagni munkája – gazdagon festett. Figyelemre méltó továbbá az ún. Nyolcszög szoba, Halterem, Madár szoba és sarok. A zárt udvar melléképületei szimmetrikusan vannak elrendezve. A kastélyt keletről fasorral kísért úttengelyére szervezték, majd a kapun belül két oldalról fallal kísérve vezeti a tekintetet a központi udvarra.
A kiterjedt parkot 1730 körül átalakították, Franz Anton Danreiter udvari kertfelügyelő tervei alapján és a kor ízléséhez igazították. A parkban található isten- és hősi alakokat ábrázoló szobrok a 17. század elejéről származnak.
A valamikori hellbrunni kőfejtőt Markus Sittikus színházzá alakíttatta, így jött létre a „Steintheater” (Kőszínház), Európa első szabadtéri színpada.
Ugyancsak Hellbrunnban áll a Waldems-kastély, amelyet a köznyelv Monatsschlößchen néven is emleget, mert rendkívül rövid idő, alig néhány hónap leforgása alatt épült 1615-ben Markus Sittikus érsek megrendelésére. Ma a salzburgi Carolino Augusteum Néprajzi Múzeumnak ad otthont. A hellbrunni kastélypark fölött, idilli környezetben díszelgő kis kastély termeiben népszokások és népi játékok elevenednek meg, a népi lakáskultúra, a népi gyógyászat és a környék jellegzetes népviseleteinek válogatott darabjai társaságában.
Hellbrunn kastélyát végül igen ritkán használták érseki székhelyként, az érsek jobbára csak nappalokon rándult ki ide, a kastélyban nincsen hálószoba. A díszes termek és a különleges vízi játékokkal tarkított, varázslatos kert a kezdetektől fogva ünnepségek, előadások, kulturális rendezvények helyszínéül szolgáltak.
Valaha kirándulni, vadászatokra és fényes fogadásokra érkeztek a vendégek Hellbrunnba – ma leginkább konferenciákra, szemináriumokra és elegáns társasági eseményekre. A kastély mindenféle nemzetközi rendezvény kedvelt helyszíne.

## Vízijáték
A világ legjobb állapotban fennmaradt késő reneszánsz szökőkútjai találhatóak itt. A vízi látványosságot a kastélyépület nyugati oldalán, a hegyoldalban alakították ki. A víz mindig is a kastély meghatározó eleme volt. A közeli hegyekből érkező számtalan forrás vize pezsgő élettel töltötte meg az óriási parkot. Titokzatos, misztikus barlangok, vízmozgatta figurák és fura szökőkutak szórakoztatják – külön belépő díj ellenében – a látogatókat. András Jakab salzburgi érsek (1749–1752) kiegészíttette a régi vízijátékot a bonyolultabb Mechanikai színházzal.

## A kastélykörnyezet
A kastélyon kívül sok munkát fektettek a környező táji kapcsolat kialakítására is. A Hellbrunner Allee-t Markus Sittikus 1614/1615-ben hozta létre késő reneszánsz stílusban. Az úttal a célja a hercegi kert és táj Freisaal-kastély felé való kiterjesztése volt, kifejezve az ifjú herceg abszolút hatalmát.
A Lindenalle (ma Fürstenweg) a Salzach folyóig nyújtja a kastélykertet, amelynek tengelyében áll a főépület.
A Diána-szobortól induló allé szintén fontos tengely, amelyre szimmetrikus a halakkal gazdagított nagymedence, majd áthalad a vadászkerten, és a távolban a Salzach folyó túlpartján magasodó Goldenstein-kastélyt célozza meg.

## Látogatása
A kastély télen rövidebb, nyáron hosszabb nyitvatartással várja a látogatókat. Adventkor vásárt szerveznek a kastélynál. A vízijáték külön belépő díj ellenében tekinthető meg. A parkolás az első félórában ingyenes, majd fizetős.

## Galéria

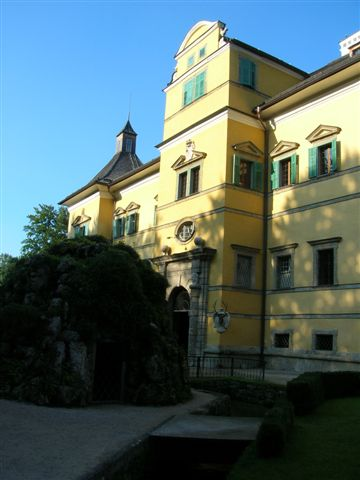
A kastély hátsó homlokzata
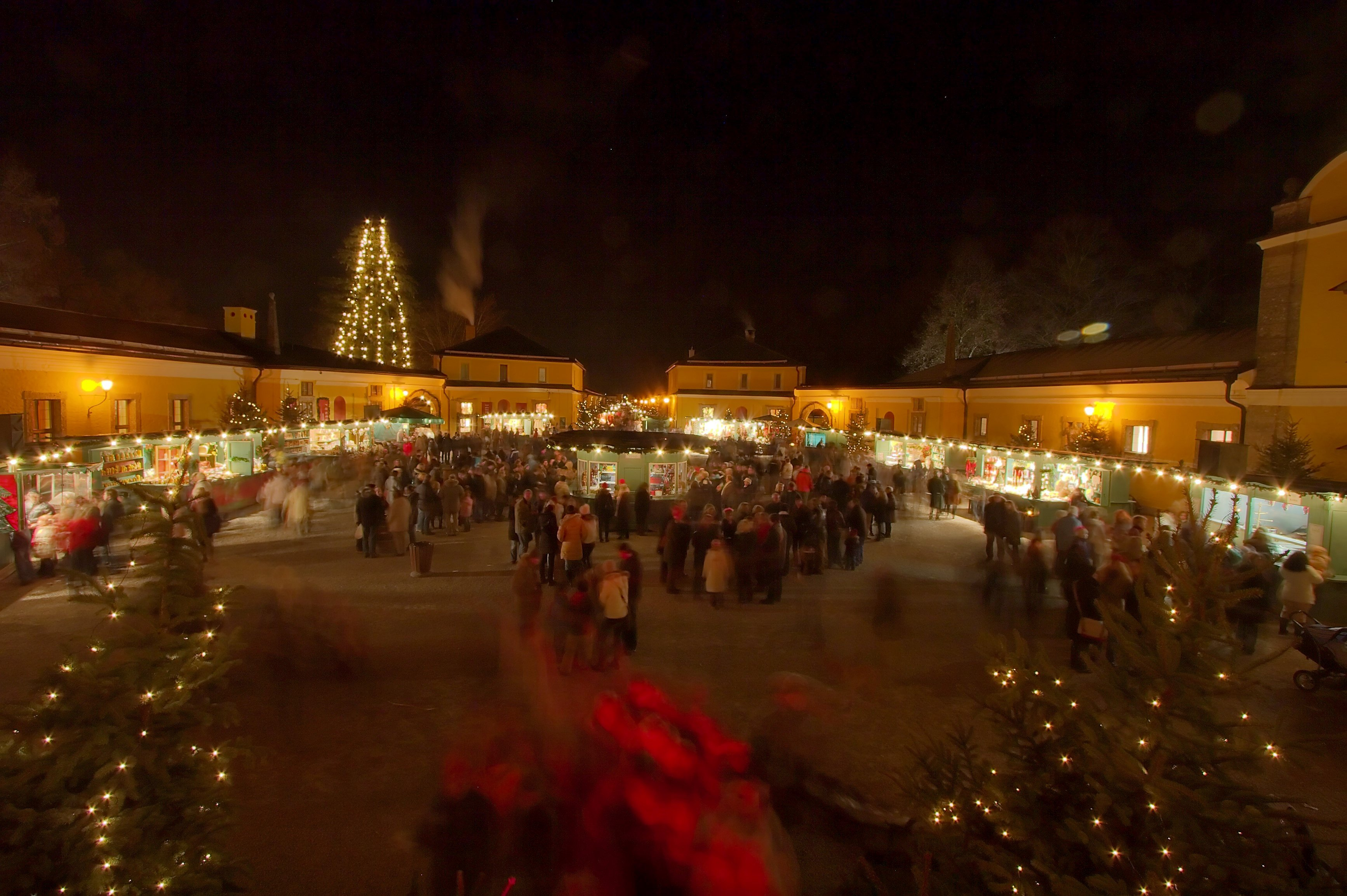
Az adventi vásár
- A Vízijáték
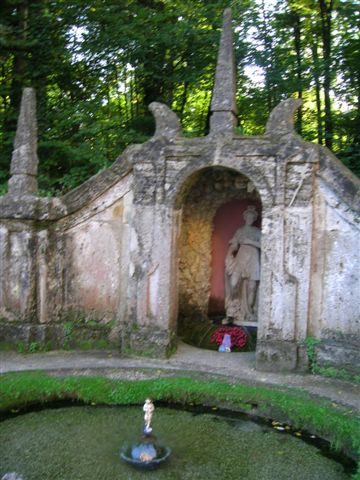
A kis Venus-barlang

## Fordítás
- Ez a szócikk részben vagy egészben a Schloß Hellbrunn című német Wikipédia-szócikk fordításán alapul.  Az eredeti cikk szerkesztőit annak laptörténete sorolja fel. Ez a jelzés csupán a megfogalmazás eredetét és a szerzői jogokat jelzi, nem szolgál a cikkben szereplő információk forrásmegjelöléseként.